# 殖民博物馆

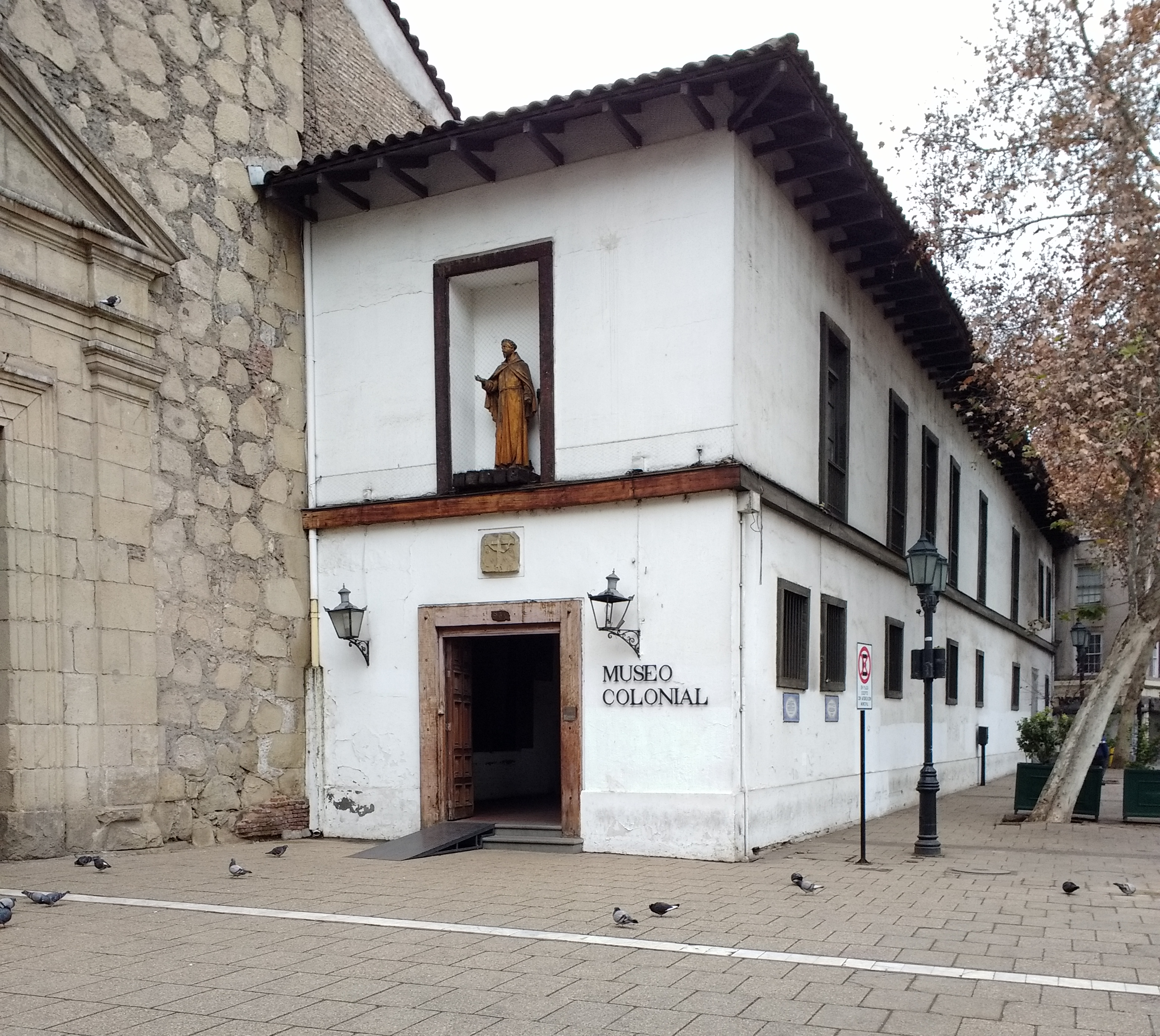
殖民博物馆

殖民博物馆（西班牙語：Museo Colonial）是位于智利首都圣地亚哥市中心的一座历史、文化和宗教博物馆，设于圣方济各堂隔壁的修道院内。博物馆收藏智利和南美洲殖民地时期的藏品，包括绘画、雕塑、家具和其他物品，其中许多都是宗教作品，创作于殖民地首都秘鲁。博物馆还设有尺寸巨大的方济各会谱系图，包括644幅微型肖像。